# 鹽谷司
鹽谷司（1988年12月5日—），日本足球運動員，現效力日職球隊廣島三箭，前日本國家足球隊成員。

## 俱樂部生涯
在德島縣立德島商業高等學校时期，他高一、高二出战全國高等學校足球錦標賽，打的是中场；在国士馆大学，他前三年一直防守型中场和左路进攻型中场。大学四年级时他转型中后卫。
2011年与水户蜀葵缔结职业球员协议的盐谷司， 2012年转会至广岛三箭 。
盐谷司在2013年森脇良太转会离队后，成为了广岛3后卫中的一员，和千叶和彦、水本裕贵一起打满34场，并且最终帮助广岛在2013年再次夺冠。
亚冠广岛三箭与中岸水手比赛，广岛三箭依靠盐谷司的任意球直接破门，最终晋级淘汰赛。
2015年在日本举行的世俱杯赛上，塩谷司跟随东道主球队广岛三箭参加比赛。
阿联酋球会阿尔艾因宣布广岛三箭后卫盐谷司加盟，球衣号码33号。
去年凭借东道主身份参加的世俱杯，盐谷司不仅打进4球（2球是在点球大战），还成为亚洲第一位攻破欧冠冠军皇家马德里球门的后卫球员。
西亚区亚冠赛事中，艾因客场1-1战平德黑兰独立，日本国脚盐谷司首发打满全场并在第85分钟在定位球战中抽射破门扳平比分。 
阿联酋阿尔艾因7日宣布与队中的日本国脚后卫盐谷司续约。
阿联酋阿尔艾因官方确认，日本前国脚后防老将盐谷司离开球队。

## 國家隊生涯
他在阿吉雷上任后，曾经身披16号在0比4负于巴西的比赛中出场。
上一次2015年亚洲杯，盐谷司作为替补，无一次上场纪录。次年2016年里约奥运会，盐谷司作为23+超龄球员打满了全部三场小组赛，位置是中后卫。
在2019年亚洲杯小组赛第三场日本2比1击败乌兹别克，替补上场的盐谷司凭借一记世界波，帮助日本队攻入了一球，这也是他本人在国家队攻入的第一球。

## 外部連結
- National Football Teams（页面存档备份，存于）
- サンフレッチェ広島F.Cによる公式プロフィール
- 塩谷 司的X（前Twitter）
- 鹽谷司 – FIFA國際賽競賽紀錄 (存檔)
- Tsukasa Shiotani（页面存档备份，存于） at the Japan National Football Team
- 日本職業足球聯賽中的鹽谷司 （日語）
- Profile at Sanfrecce Hiroshima（页面存档备份，存于）
- Soccerway資料庫：鹽谷司